# Vernis (lutherie)
Pour les articles homonymes, voir Vernis.
Le vernis est utilisé en lutherie dans le but de protéger et parfois décorer les instruments de musique. Les violons, alto et violoncelles sont particulièrement concernés, afin de préserver le bois de leur caisse de résonance. Pour la décoration, des pigments peuvent être ajoutés dans les vernis afin de donner une teinte particulière à un instrument.
Les études scientifiques ont montré que le vernis a un impact sur l'acoustique des instruments : un instrument non vernis (« en blanc ») présente un son différent et de moindre qualité. Il n'existe toutefois pas de consensus pour attribuer la qualité sonore de certains instruments, comme les violons crémonais Stradivarius ou Guarneri del Gesù, à leur vernis.

## Description et caractéristiques

### Fonction
Les vernis sont utilisés en lutherie pour protéger les instruments et parfois les décorer en leur conférant une teinte particulière.

#### Protection
L'application d'un vernis permet de créer une couche de matière entre le bois d'un instrument et l'extérieur. Les agressions du milieu extérieur - oxydation, sueur, variations de température et d'hygrométrie - vont donc dans un premier temps dégrader ce film protecteur et laisser intact les éléments structuraux de l'instrument.
Les propriétés chimiques des composants du vernis (par exemple l'huile de lin) permettent également à cette couche respecter les contractions et expansions du bois.

#### Esthétique
Le vernis est également utilisé sur des instruments de musique à des fins esthétiques, notamment la coloration. L'addition de pigments spécifiques donnant une teinte particulière aux objets une fois la couche de vernis séchée était un procédé connu depuis le Moyen Âge. Une longue tradition d'expérimentation et de transmission de recettes particulières entre les artisans existait en Europe.
Outre les teintes particulières qui peuvent être données à un instrument en pigmentant le vernis, les experts, collectionneurs et musiciens notent que le vernis renforce l'esthétique de la structure de l'instrument ainsi que du bois dont il est composé. Ainsi, les flammes sont accentuées et la brillance augmente les jeux d'ombre et de volume au niveau de la voûte de l'instrument. Selon les historiens, c'est d'ailleurs en premier lieu l'esthétique des violons d'Italie du nord qui a marqué leurs contemporains.

### Vocabulaire
Un instrument non vernis est dit « en blanc ».

### Composition
D'un point de vue global, les vernis utilisés en lutherie sont le résultat du mélange de deux types de substances naturelles : une huile végétale (le plus souvent l'huile de lin) et de la sève  ou de la résine. Ces deux éléments sont combinés en les cuisant ensemble, ce qui entraîne la création de composés chimiques nouveaux avec des propriétés particulières, notamment sur le plan esthétique. La technique et la méthode suivies pour fabriquer un vernis dépend de chaque artisan. 
La composition des vernis a évolué selon les époques et présentent des différences en fonction des régions et des luthiers considérés. Suivant le modèle des célèbres instruments crémonais, les vernis à base d'huile se sont imposés à partir du XIXe siècle.

## Histoire

### Lutherie française
En ce qui concerne la lutherie parisienne, les historiens notent un changement majeur au tournant du XIXe siècle. Avant cette période, les facteurs vernissaient généralement les instruments avec un type de laque contenant deux gommes, la sandaraque et l'élémi, dissoutes dans de l'alcool. Parfois, une petite portion d'huile essentielle était ajoutée. Cette technique avait l'avantage d'être pratique : le séchage était rapide et peu dépendant des conditions extérieures.
Par la suite, les luthiers vont adopter les techniques de vernissages utilisées en Italie, notamment à Crémone. Sous l'impulsion de Nicolas Lupot et plus tard de Jean-Baptiste Vuillaume, les vernis à base d'huile s'imposent. Selon les artisans, ces vernis préservent davantage les qualités sonores des instruments. Les expertises et études menées sur les violons produits durant le XIXe siècle montrent une recherche des luthiers pour trouver une recette de vernis permettant la reproduction des instruments crémonais du siècle précédent, vus comme des aboutissements parfaits.

## Impact acoustique
Les expertises et études menées sur les instruments non-vernis et vernis montrent que l'application d'un vernis a un impact sur la sonorité des instruments. Toutefois, il convient de distinguer deux cas différents : la comparaison entre deux instruments aux proportions identiques dont l'un soit vernis et l'autre en blanc et la comparaison entre deux instruments vernis aux proportions identiques mais dont les vernis sont de composition différente.
L'existence d'une différence notable entre les sonorités d'un instrument en blanc et vernis était connu des artisans.

## Conception populaire sur le vernis en lutherie
Pour le grand public, le vernis des instruments notables, Stradivarius ou Guarneri de Gesù notamment, serait le secret de leur sonorité. Toutefois, le spécialiste Jean-Philippe Échard rappelle qu'il n'existe aucune preuve scientifique établissant cette relation entre vernis et qualité acoustique. De son point de vue, cette idée s'est surtout développée au XIXe siècle, époque où la géométrie et la structure (architecture, bois utilisés) de ces instruments ont été étudiées mais sans donner de résultats probants tandis que l'analyse physico-chimique du vernis n'était pas possible.